# 리뱃징
리뱃징(Rebadging) 또는 배지 엔지니어링(Badge engineering)은 자동차 제조업체가 사용하는 시장세분화의 일종으로, 신모델 출시나 브랜드 설계·엔지니어링을 하지 않고도 제품 차별화를 하기 위하여 기존 제품에 새로운 배지 또는 상표를 적용하는 것이다.

## 역사
1917년 텍사스주 포트워스에서 조립된 텍사스 자동차로, 인디애나주 엘크하트에서 제작된 Elcar 차체를 사용한 것이 리뱃징의 최초 사례로서 알려져 있다.

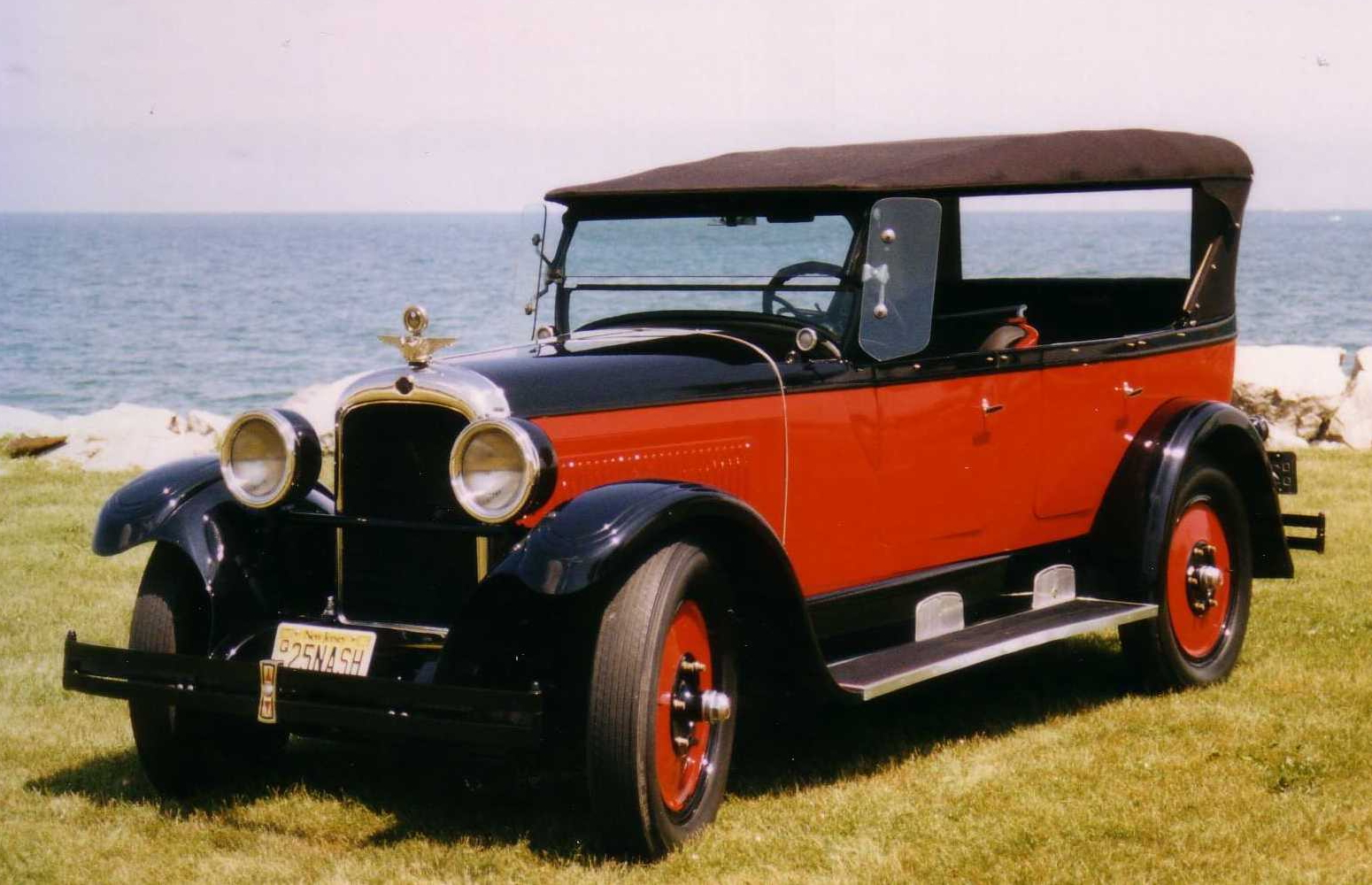
1925 내쉬(Nash)
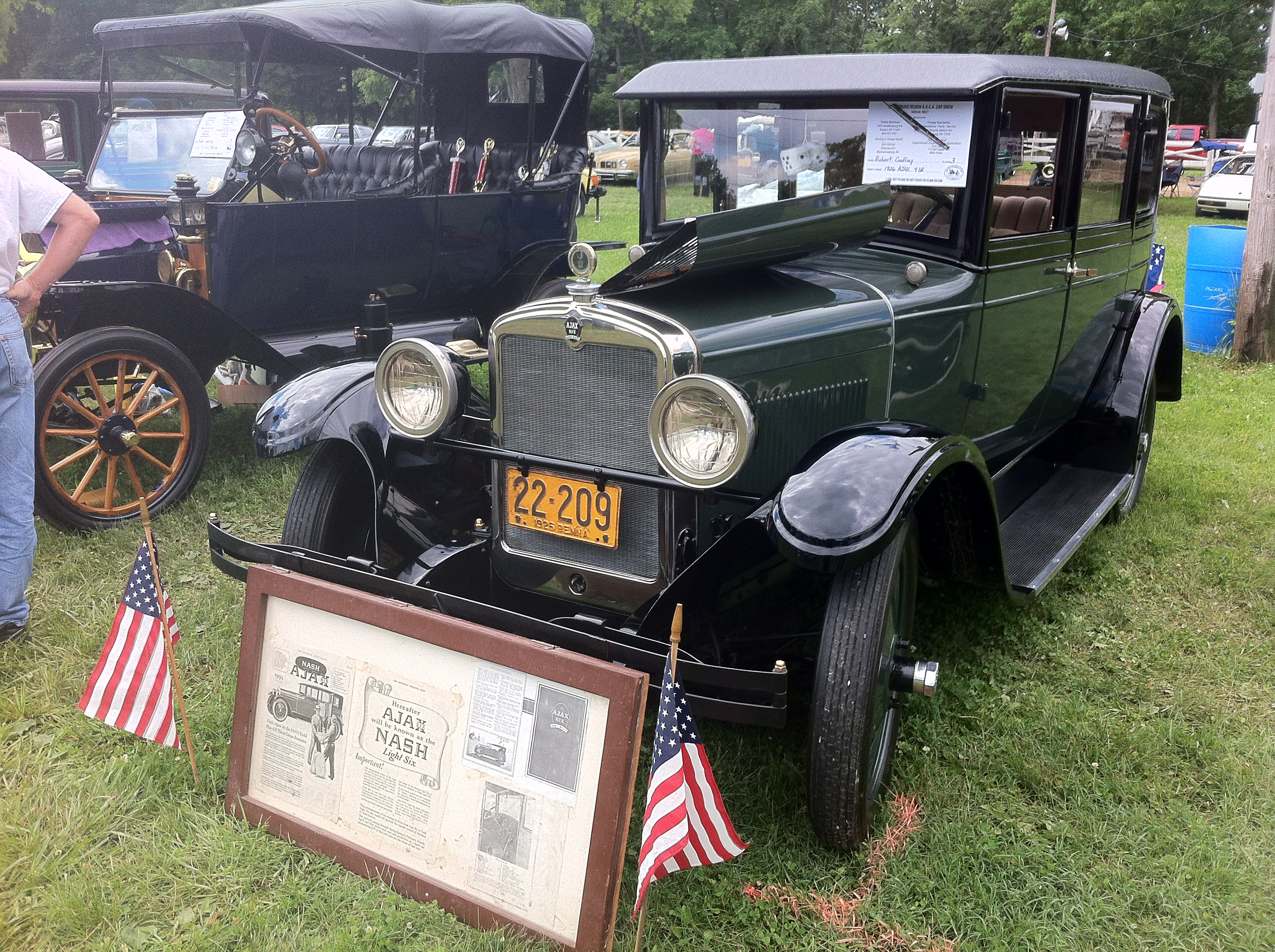
1926 아약스(Ajax)

1909년 제너럴 모터스(GM) 설립 이래, 섀시와 플랫폼은 모든 브랜드에서 공유되었다. 본래 트럭 제조업체였던 GMC는 쉐보레라는 브랜드로 제품을 출시하기 시작하였으며, GM에서 생산한 차량은 쉐보레, Oakland, 올즈모빌, 뷰익, 캐딜락과 공유하는 공통 플랫폼을 기반으로 제작되었다.
1958년 모델은 각 브랜드의 모든 모델에서 거의 동일한 외관을 공유하였고, 이를 통하여 고급 모델을 제작하였다. 캐딜락 엘도라도 세빌, 뷰익 리미티드 리비에라, 올즈모빌 스타파이어 98, 폰티악 보네빌 카탈리나, 쉐보레 벨에어 임팔라 등이 그 예이다.

### 지역 브랜드
배지 엔지니어링은 개별 제조업체가 다양한 브랜드 포트폴리오를 소유하고 동일한 자동차를 서로 다른 브랜드와 명판으로 판매하는 경우 이루어지기도 한다.
혹은, 동일 모델이 다른 지역과 시장에서 판매될 때 이루어지기도 한다. 오스트레일리아에서는 1980년대와 1990년대에 버튼 자동차 계획(Button car plan)에 따라 수입 닛산과 도요타가 포드 및 홀덴(GM) 브랜드를 채택하도록 하였다. 영국에서는 오펠이 생산한 차량이 복스홀 브랜드로 판매되고, 미국에서는 새턴, 쉐보레, 뷰익이라는 브랜드로 판매되었다. 반면, 오스트레일리아의 홀덴 브랜드는 북미에서는 판매되지 않았으나, 홀덴 모나로와 홀덴 코모도어는 폰티악(폰티악 GTO, 폰티악 G8), 쉐보레(쉐보레 SS), 뷰익(뷰익 리갈 스포트백/뷰익 리갈 투어X)이라는 이름으로 판매되었다.

### 브랜드 확장
두 개의 별도 제조업체가 제품을 교환하는 리뱃징은 각자의 제품 라인업의 차이를 메우기도 한다. 1990년대에 일본 양사 닷지와 이스즈가 이러한 계약을 맺었고, 이스즈는 1세대 혼다 오디세이를 자사 최초의 미니밴인 이스즈 오아시스로 판매하였다. 반대로 혼다는 이스즈 로데오와 이스즈 트루퍼 SUV를 받았고 이는 혼다 패스포트와 아큐라 SLX로 판매되었다.

## 목록

### 스즈키
|               |               |
| 스즈키 왜건 R | 마쓰다 플레어 |
|               |               |
| 스즈키 알토   | 마쓰다 캐롤   |

### 토요타
|                      |                    |
| 토요타 프리우스      | 다이하츠 메비우스  |
|                      |                    |
| 토요타 캠리          | 다이하츠 알티스    |
|                      |                    |
| 토요타 코스터        | 히노 리에세        |
|                      |                    |
| 토요타 프로박스      | 마쓰다 패밀리아    |
|                      |                    |
| 토요타 라이트에이스  | 다이하츠 델타 왜건 |
|                      |                    |
| 토요타 노아          | 스즈키 랜디        |
|                      |                    |
| 토요타 코롤라 투어링 | 스즈키 스웨이스    |

### 제너럴 모터스
|               |             |
| 쉐보레 크루즈 | 홀덴 크루즈 |

### 닛산
|                   |                   |                     |
| 닛산 푸가         | 인피니티 M35      | 미쓰비시 프라우디아 |
|                   |                   |                     |
| 닛산 윙로드       | 마쓰다 패밀리아   |                     |
|                   |                   |                     |
| 닛산 NV350 카라반 | 이스즈 코모       |                     |
|                   |                   |                     |
| 닛산 아틀라스     | 미쓰비시후소 캔터 |                     |
|                   |                   |                     |
| 닛산 시빌리언     | 이스즈 저니       |                     |

### 현대·기아
|             |               |
| 기아 카니발 | 현대 앙트라지 |
|             |               |
| 현대 ST1    | 이베코 e무비  |

### 메르세데스-벤츠
|                          |               |                         |
| 메르세데스-벤츠 스프린터 | 닷지 스프린터 | 프라이트라이너 스프린터 |

### 기타
|            |              |
| 스바루 BRZ | 사이언 FR-S  |
|            |              |
| 대우 르망  | 아스나 SE/GT |